# الأدوار الجندرية
الأدوار الجندرية ويمكن أيضًا أن نسميها الأدوار الاجتماعية بناءً على الجنس، كما تعرف باسم أدوار النوع الاجتماعي ويمكن أن نعرفها على أنها التصرفات والسلوكيات التي تتضمنها الأدوار الاجتماعية لكل شخص بناء على جنسه ويمكن اعتبار هذه التصرفات صحيحة ومقبولة في المجتمع بناء على هذا التصور الجنسي الذي يضع المجتمع فيه هذا الشخص ونوعه سواء كان هذا التصور صحيحًا أو خاطئًا. وعادة ما تتمركز هذه الأدوار حول تعريف الشخص الذي يتلقاه من المجتمع بكونه ذكر أو أنثي وكذلك يصف المجتمع الأفعال بكونها ذكورية أو أنثوية، ولكن أحيانًا ماتوجد الاستثناءات أو اختلاف المعايير للنظر لهذه الأدوار. وقد نجد اختلاف كبير بين تفاصيل هذه الأدوار المتوقعة من نوع معين باختلاف الثقافات، في حين أن هناك بعض الخصائص والأدوار التي ترتبط بنوع معين نجدها تمامًا كما هي في الثقافات المختلفة. وفي هذا المجال فإن الجدال مازال مستمر حول أن هذه الأدوار الاجتماعية لكل نوع مبنية على أساس جيني يهيء لكل نوع أدوار معينة دون الأخرى والرأي الأخر بضحض هذه الفكرة، وأيضًا الجدال مستمر حول صحة الرأى القائل بأن هذه الأدوار تم تأسيسها في بعض المجتمعات. وحول إثبات كل جهة لرأيها نجد العديد من الحركات أبرزها الحركات النسائية التي تبذل مجهودًا جبارًا في كافة المجالات لتغيير بعض الأدوار الاجتماعية السائدة التي يرون أنها أدوار قمعية لنوع بعينه أو على الأقل غير عادلة. والآن لابد أنك فكرت عن مصدر هذا المصطلح والذي صُيغ لأول مرة على يد «جون موني – john money» عام 1955، أثناء فترة دراسته للأشخاص «ثنائيي الجنس» أو «المخنثين» -والذي يمكن تعريفهم على أنهم ولدوا بجنس وسط- والذي كان خلالها يحاول ملاحظة ووصف طريقة تفاعل هؤلاء الأشخاص مع الأحداث وكيف يعبرون عن ذكورتهم أو أنوثتهم بدون أي وجود لعوامل بيولوجية.
يمكن تفسير هذه الأدوار الاجتماعية من خلال مجموعتين من المعايير الاجتماعية. المعايير الوصفية: التي تحدد فهم الخصائص والسلوكيات التي يتم تبنيها بشكل نمطي وفقًا للأدوار الاجتماعية. والمعايير الزجرية: أي التي تقدم فهم للصفات والسلوكيات النمطية المقبولة أو الغير مقبولة اجتماعيا. وهكذا، في حين أن المعايير الوصفية تقود الأفراد للنظر إلى خصائص وسلوكيات جنسهم لتحديد الطريقة المناسبة للتعامل مع موقف معين، فإن القواعد الزجرية تعمل كدليل إرشادي للصفات والسلوكيات التي تساعد في اتخاذ موقف الموافقة أو الرفض من الآخرين.

## خلفية عن الموضوع
تُعرف منظمة الصحة العالمية الأدوار الاجتماعية على إنها: «الأدوار والسلوكيات والأنشطة والصفات التي يراها المجتمع مناسبة للرجال أوالنساء». إلى أي مدى يمكن اعتبار أن «النوع» و«الأدوار الاجتماعية المبنية على أساس النوع» يمكن اعتبارها على أنه تم تأسيسها اجتماعيًا -أي إنها ليست مبنية على أساس بيولوجي- هذا هو أحد النقاط التي تعتبر محل جدال مستمر في هذه النقطة، وحتى بعد تجاوز هذه الجزئية نجدنا أمام جدال آخر حول مدى صحة اعتبار أنه لفظ «تم تأسيسه اجتماعيًا» تعتبر مرادفًا لكونها مصطلح «اعتباطي وطيع في تحويره»؛ ولذلك فإن الحصول على تعريف حقيقي للأدوار الاجتماعية لكل نوع شيء صعب جدًّا الوصول إليه بل أكثر من ذلك حتى في الحصول على تعريف حقيقي وكافي لل«نوع» في حد ذاتها.
ولذلك نجد أن علم الاجتماع الخاص بدراسة الأنواع يعتبر أن عملية تعلم الفرد واكتسابه للأدوار الاجتماعية طبقًا لنوعه في المجتمع يمكن تعريفها على إنها «التنشئة الاجتماعية».
وهناك بعض الأنظمة المسئولة عن التصنيف -التي لا تشبه منظمة الصحة العالمية- حيث إنها أنظمة «غير ثنائية» أي إنها تسمح بوجود احتماليات لوجود أكثر من نوعين فقط في التصنيف طبقًا للنوع، وتقر هذه المنظمات بأن الأدوار الاجتماعية لكل نوع هي أدوار تم تحديدها ونسبها لنوع بعينه. وهناك بعض المجتمعات التي تقر بوجود نوعين فقط (ولد وبنت، أو رجل وامرأة) فقط هذا هو التصنيف لكن لدى البعض هناك المزيد من الأنواع، فعلى سبيل المقال لا الحصر نجد «الخنوثة» والذي يمكن اعتبارها كنوع ثالث يضاف للتصنيف. والمخنث هو ببساطة شخص لديه بعض من الصفات المتعلقة بكونه رجل وبعض آخر من الصفات التي تعتبر نسوية ولهذا يمكن إدراجه لكلا النوعين طبقًا للمواصفات المميزة لكل نوع. وفي مجتمعات عديدة نجد أنهم يعترفون بأكثر من خمسة أنواع. وفي بعض المجتمعات الغير غربية لديهم ثلاث أنواع (رجل وامرأة ونوع ثالث-غير مسمى-). وبعض الأشخاص الأخرين الذين لا ينتمون لأي من هذه المجتمعات لا يمكن إطلاقًا تعريفهم بناء على صفة النوع الخاصة بهم.
العديد من المتحولون جنسيًا يرفضون فكرة الاعتراف بهم على كونهم جنس ثالث ويفضلون ببساطة أن يتم اعتبارهم كونهم رجال أو نساء. وعلى الرغم من أن هناك اختلافات بيولوجية بين «بعض» النساء المتحولات جنسيًا والنساء المتوافقات جنسيًا -أي الذين ولدوا وعاشوا حياتهم على أنهم نساء- ألا أنه تم معاملتهم تاريخيًا على إنهم ذات صلة بعضهم ببعض في بعض المجالات المعينة مثل الرياضة.
ويمكن أن نقول أن الأدوار الاجتماعية لنوع معين يتم فهمها عن طريق التصنيف الذي يسير عليه المجتمع، وطبقًا لموائمة الفرد لتوقعات هذه المجتمع تجاه القيام بأدوار نوع بعينه يمكن أن نقيم نوعه، ولكن هذه النظرة تختلف عن نظرة «الهوية الجنسية»، والذي ترجع إلى شعور داخلي من الفرد بانتمائه لأحد الأنواع دون الأخر سواء توافق هذا مع القوالب الذي يضع فيها المجتمع أفراده، والنقطة المهمة جدًّا هنا أنه عندما تتحول هذه المشاعر الداخلية بنوع معين وهوية جنسية معينة إلى تصرفات خارجية  يمكن توقعها وفهمها طبقًا لضم هذا الشخص لنوع بعينه هنا كان أساس تكوين الأدوار الاجتماعية التي تحدد النوع.
وفي هذا الصدد من أن النوع يتحكم في الحصول على العديد من الحقوق فإن المرأة لم تمتلك الحق في الكثير من البلاد حتى القرن التاسع عشر والقرن العشرين، بل إن الأمر وصل إلى القرن الواحد والعشرين ولم تمتلك بعض النساء حول العالم الحق الكامل في التصويت. وأيضًا النساء حول العالم -بعدة طرق وأشكال- لا يحظون بالحرية والحماية الكاملة تحت مظلة القانون، ولأن الرجل طبقًا للأعراف السائدة يعتبر العائل الأساسي، فإنهم نادرًا ما يحصلوا على الحق في الأبوة.

ومع ذلك ويرى البعض أن الأدوار الاجتماعية المحددة للنوع هذه قد تكون مفيدة وغيابها قد يسبب مشاكل، فيرى هؤلاء أنه بينما قد تسستخدم الأدوار المجتمعية المحددة للجنس في إطار مُضر بأحد الأنواع النمطية للمجتمع، إلا أن هذه الأدوار يمكنها توفير بنية اجتماعية واضحة ومقبولة للتصرف تبعًا لتصرفات المجتمع، وبالإضافة لذلك يرون أن السير طبقًا لهذه الأدوار الاجتماعية يساهم ويرتبط بضبط الذات واحترامها. وعلى النقيض تمامًا نرى «كيسلي بيكهام- kesely beckham» والتي تعتبر نفسها محايدة جنسيًا تقول:
«إن مثل هذا النوع من الحديث عندما يتحتم عليا أن أخوض فيه يجعلني أشعر بأنني منفصلة تمامًا عن المجتمع. إنه أشبه ب.. هل حقًأ أنا إنسان؟ .. أعلم أنني لست طبيعية».

## نظريات حول النوع كبنية أساسية للمجتمعات

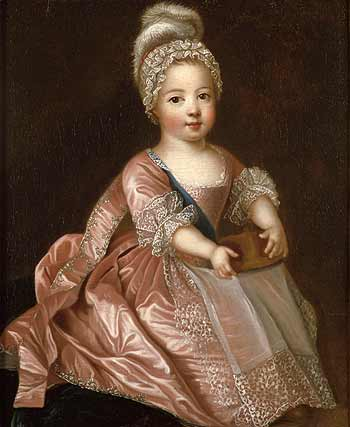
مثال على تغير طبائع الجنس بنظر المجتمعات البشرية: ملك فرنسا لويس الخامس عشر عام 1712 مرتديًا للملابس التقليدية الخاصة بالصبية من عمره خلال تلك الحقبة قد يتم النظر إليه على أنه يرتدي ملابسًا مخالفة لجنسه في القرن الواحد والعشرون.

بعض النظريات – والتي تسمى مجتمعة بنظريات البناء الاجتماعي-  تشير إلا أن التصرفات الجنسانية –التصرفات طبقًا لنوع الشخص- معظمها بسبب التقاليد الاجتماعية، وتستمر هذه النظريات في الصمود على الرغم من وجود النظريات التي تنفيها مثل نظريات علم النفس التطوري.
ونجد أن معظم الأطفال يعبرون عن أنفسهم على أنهم ينتمون لنوع معين في الثالثة من عمرهم، ونجد أنه منذ الولادة يتم تنشأة الأطفال اجتماعيًا،  فيتعلم الأطفال من آبائهم أنماط الاختلاف بناء على نوع الجنس وأنهم متباينين طبقًا لهذا ويتعلمون أيضًا أن طبقًا لاختلاف نوعهم هذا تختلف أدوارهم في المجتمع. فمن النظرة التقليدية، نجد التالي أن الأطفال الذكور يتعلمون أن يظهروا مهاراتهم الجسدية والاجتماعية عن طريق أن يستعرضوا قواهم البدنية والتلاعب بمهاراتهم الجسمانية. وتتعلم الفتيات أن يظهروا أنفسهم على أنهم مواد أو أشياء للعرض. والمنظرون في نظريات البناء الاجتماعي يقولون -على سبيل المثال- أن فصل الأطفال عن بعضهم خلال ممارسة النشاطات طبقًا لنوعهم الجنسي يخلق لدى الأطفال مظاهر انتمائهم لنوع بعينه على حساب النوع الأخر وهذا ما ينعكس في جعلهم يتصرفون بناء على طبيعتهم الجنسية سواء كونهم إناث أو ذكور.
وكجزء من نظرية الأدوار الاجتماعية نجد نظرية الأدوار الاجتماعية المحددة لكل نوع «والتي تعتبر أن اختلاف توزيع الأدوار الاجتماعية مابين الرجال والنساء هو في الأساس نتيجة لاختلاف نوعهم وبالتالي اختلاف أدوارهم الاجتماعية، وترى النظرية أن التأثير على السلوك العام لكل نوع ينتج من العمليات الفسيولوجية والتنشئة الاجتماعية». ويرى «جلبرت هيردت – gilbert herdt» الأدوار الاجتماعية المحددة لكل نوع في إطار نظرية «الاستدلال المراسل – correspondent inference» -هي نظرية تدور حول استدلال المتلقي على ما يريد القائم بالسلوك فعله أو تحقيقه- فنجده يرى أن تقسيم العمل العام بهذا الشكل هو امتداد للأدوار الاجتماعية المحددة لكل نوع.
ونجد أن الأدوار الاجتماعية المحددة لكل نوع مبنية اجتماعيًا على شكل هرمي، وتتصف أيضًا بأنها تضع الرجل في قمة هذا الهرم من – أي أن للرجال تفضيلات اجتماعية من حيث الأدوار المحدده لهم-. فنجد مصطلح «المجتمع الأبوي –  patriarchy» يمكن تعريفه كما قال الباحث في هذا الشأن «أندرو شيرلن – Andrew cherlin» على أنه «هو مجتمع مبني على إخضاع النساء للرجال، وخصوصَا في المجتمعات الزراعية».
وطبقًا ل «إيجلي إيت آل-eagly et al » فإن وجود أدوار اجتماعية محددة لكل نوع وكذلك أنماط معينة لهذه الأنواع ينتج عنه سلوكيات أجتماعية مميزة لكل نوع عن الأخر، وذلك يحدث لأن هذه الأدوار وكذلك الأنماط للأنواع تنشأ معايير إلزامية ووصفية لكل نوع وبذلك يتحتم على الفرد إتباع تلك المعايير طبقًا لنوعه من وجهة نظر المجتمع.
وترى الفيلسوفة والكاتبة «جوديس بتلر-judith butler » في أعمالها مثل (مشكلة النوع – gender trouble) و (النوع غير المُفعل- undoing gender) أن كون المرأة مرأة هذا ليس الأمر «الطبيعي» على حد قولها ولكن الأمر الطبيعى أن تظهر المرأة كمرأة نتيجة تكرارها لآداء نوعها كمرأة وهذه الأفعال بدورها أنتجت وعرفت التصنيفات التقليدية التي يمكن إدراجها كنوع أو كجنس، وبطريقة أخرى هي ترى أن الجندرية لا توجد كما هي عليه في الأشخاص الناضجين ولكنها تتعزز بالأفعال التي يعتادونها طول حياتهم كنوع محدد.

### تالكوت بارسونز
«تالكوت بارسونز- Talcott parsons»- عالم اجتماع أمريكى كان أحد أعضاء هيئة التدريس في جامعة هارفارد- عمل على تطوير النموذج الموجود ل«الأسرة الأولية-nuclear family» وكان هذا في عام 1955 والذي كان يعتبر النموذج السائد وقتها لتكوين أسرة. وقد عمل تالكوت على مقارنة وجهة النظر الخاصة بالأدوار الاجتماعية لكل نوع والتي كانت متطرفة وتقليدية جدًا وقتها –وجهة نظر إنسان أمريكى يعيش في العصر الصناعي- مع وجهات النظر الأكثر تحررًا. وقد استخدم نموذج بارسونز في مواجهة النموذج المتواجد وقتها للأدوار الاجتماعية لكل نوع والذي كان متشددًا للغاية.
ويمكن توضيح نظرية بارسونز هذه في ظل وجود نموذجين أحدهم لتمثيل وجهة نظر مختلفة عن الأخرى في تحديد الأدوار الاجتماعية لكل نوع من عدمه؛ نموذج «أ» يعبر عن فصل تام بين الرجل والمرأة في الأدوار، ونموذج «ب» يعبر عن عدم الفصل بل تكامل الأنواع للقيام بالأدوار. (هذان المثالان يستندان إلى القافة الأمريكية للتعبير عن القضية)
|                                  | نموذج «أ»، الفصل في الأدوار بين الجنسين | نموذج «ب»، التكامل في القيام بالأدوار بين الجنسين |
| التعليم                          | تعليم موجه لنوع بعينه؛ نجد تعليم ذا جودة عالية، ولكنه موجه فقط للذكور                                                                                  | في هذا النموذج نجد مدارس مشتركة يتلقى فيها الفتيات والأولاد نفس الاهتمام، وأيضًا نفس جودة التعليم ومحتواه لكلا الجنسين                                                       |
| الوظيفة                          | لا ترحب أماكن العمل بالنساء؛ لأن مكان المرأة الأساسي هو المنزل، فنجد أن الحياة العملية والحصول على وظيفة بل والتقدم فيها يعد شيء ثانوي بالنسبة للمرأة. | أهمية الحياة العملية للمرأة تمامًا مثل الرجل؛ بل وأكثر من ذلك فإتاحة فرص عمل متماثلة للجنسين شيء في غاية الأهمية.                                                            |
| الأعمال المنزلية                 | الاهتمام بالأعمال المنزلية ورعاية الاطفال هي مهمة المرأة الأساسية ومشاركة الرجل لها في هذه المهام هو شيء ثانوي.                                        | جميع الأعمال المنزلية يتم توزيعها بالتساوي بين الطرفين في الحياة الزوجية.                                                                                                   |
| اتخاذ القرارات                   | إذا كان هناك خلاف على أحد القررات فإن الكلمة الأخيرة تكون للرجل، على سيل المثال (تحديد مكان المعيشة، اختيار مدارس الأولاد، قررات شراء الأشياء).        | لا يوجد أفضلية لأحد الأطراف على الأخر في عملية اتخاذ القررات، فنجد أن المواقف لاتأخذ دائمًا مبدأ إلزامي للوصول لقرار معين فقد يتم تعليق الموقف إذا لم يصل الطرفان إلى إتفاق. |
| رعاية الأطفال والاهتمام بتعليمهم | نجد أن المرأة تأخذ النصيب الأكبر من هذه العملية فهي التي تهتم بتعليم الأطفال ورعايتهم معظم الوقت وبكل الطرق.                                           | الرجل والمرأة في حالة من التساوي التام تجاه إنجاز تلك المهام. |

ويمكن أن نرى أن هذه أقطاب متطرفة وهذا حقيقى فهذا لا يحدث في الواقع أن نجد تطبيق كامل لنموذج «أ» و«ب» فالتصرفات العلية دائمًا فيما بينهم حسب تفاعلنا كأشخاص مع تلك الطرق، فكل الأدوار – حتى الأدوار المحددة لكل نوع- ليست ثابتة وجامدة بل إنها تتغير بتغير الأفراد وتعاملهم معها. ونجد أن هذه الأدوار الاجتماعية تؤثر على جميع المواقف والأمور الحياتية مثل (اختيار الملابس، واختيار العمل، وحتى العلاقات الشخصية).

### جيرارد هوفستيد

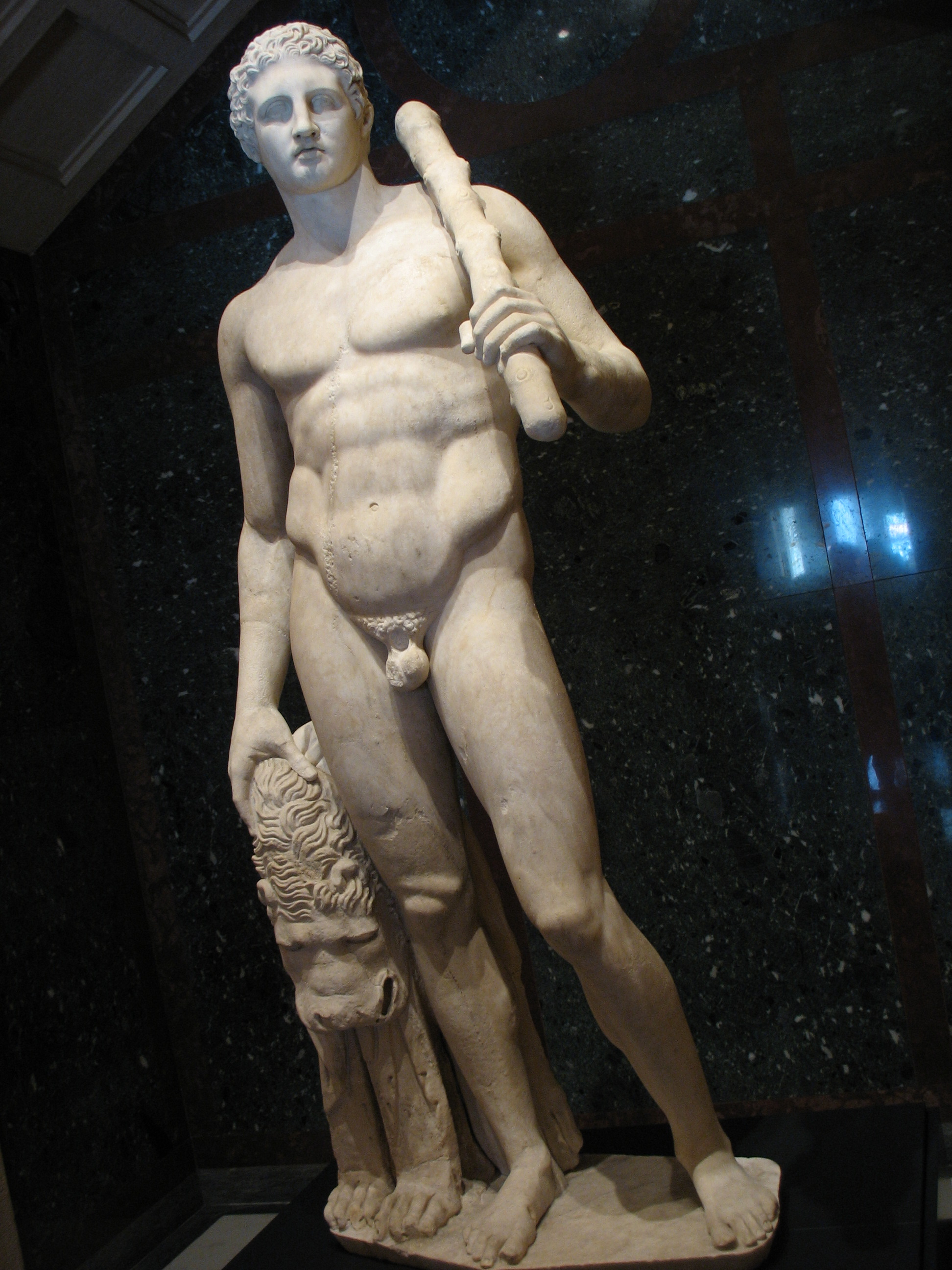
يعدِلُ هرقل في الميثولوجيا الإغريقية الرجولة الأبولّونية.

«جيرارد هوفستيد- greet Hofstede» هو باحث هولندي وكذلك عالم نفس اجتماعي والذي كرس نفسه لدراسة الثقافات، حيث يرى الثقافة على إنها «أنماط واسعة جدًا من طرق التفكير والشعور كذلك السلوك» في المجتمعات. ويرى هوفستيد أن الذكورية والنسوية تختلفان تمامًا من حيث الأدوار الاجتماعية لكل منهم والتي ترتبط بالحقائق البيولوجية لوجود الجنسين-الرجل والمرأة-، فيرى هوفستيد أن الذكورية والأنوثة تمثل الغالبية العظمى من الأدوار الجنسية المرتبطة بكل نوع في معظم المجتمعات المحافظة والحديثة، فنجد الرجال أكثر حزمًا بينما تميل النساء لدور الرعاية بشكل أكبر.
فيرى أن الأنوثة الخاصة بالمرأة تحاول خلق مجتمع تتداخل فيه الأدوار الاجتماعية لكل نوع معًا حيث «الرجال والنساء معًا يفترض بهم أن يكونوا على حياء وذوي إحساس ومهتمين بنوعية الحياة التي يعيشونها».
ويرى أن الذكورية تحاول خلق مجتمع فيه أدوار كل نوع محددة ومختلفة وواضحة، حيث يفترض بالرجال أن يكونوا «حازمين وذوي خشونة في التعامل كذلك مهتمين بالنجاحات المادية»، ويفترض بالنساء في هذا المجتمع أن يكونوا «أكثر حياءً وإحساسًا واهتمامًا بنوعية الحياة التي يعيشونها».

ويوضح هوفستيد وجهة نظره في «أبعاد الثقافة للذكورية والأنثوية - Feminine and Masculine Culture Dimensions »:
أن المجتمعات الذكورية تتوقع أن يكون الرجل حاد وطموح وصاحب روح تنافسية قوية لكي يتمكن من السعي وراء النجاحات المادية بطريقة فعالة، وتطلب من الرجل أيضًا أن يحترم كل ما هو قوي وسريع ويكبره حجمًا. وتطلب المجتمعات الذكورية من المرأة أن تهتم بأمور الحياة الغير مادية كذلك اهتمامها يجب أن ينصب نحو الأطفال وأن تكون في موضع ضعف بشكل عام. بينما على الجانب الأخر نرى المجتمعات النسوية والتي تعطى مفهوم متداخل ومختلف تمامًا للأدوار المحددة لكل نوع، حيث لا نجدها تطلب من الرجل بالتحديد أن يكون ذو طبع طموح ومنافس بدرجة كبيرة بل على العكس يمكنه أن يهتم [بأمور الحياة الأخرى التي لاتتعلق بالنجاحات المادية، كذلك يمكن للرجال في هذه المجتمعات أن يكونوا بل ويجب عليهم أن يحترموا ما هو صغير وضعيف وبطيء.
نجد في المجتمعات النسوية بعض الخصائص المميزة لها مثل الحياء والعلاقات المختلفة، وذلك يختلف كثيرًا عن المجتمعات الذكورية حيث إن العمل على تحسين الذات يجلب بعض من التمجد لتلك الذات وهو مايحد من العلاقات بشكل ما. فنجد المجتمعات الذكورية مجتمعات فردية على عكس المجتمعات الأنسوية التي نرى فيها الجماعية صفة واضحة جدًّا بسبب الاهتمام الواضح بالعلاقات الشخصية والإنسانية.
ونرى أن في المجتمعات الذكورية السعي للنجاح وتحقيق الأهداف هي القيم السائدة، على نقيد المجتمعات النسوية التي تسعى للاهتمام بالأخر وتهتم جدًّا بجودة الحياة التي يعيشها الفرد.

### ألبرت إليس
في عام 1940 درس ألبرت حوالي 84 حالة من حالات «الولادت المتغيرة- mixed births» وخلص إلى أن «القوة الأساسية المحركة للإنسان ليكون على جنس معين قد تكون بنسبة كبيرة جدًّا عوامل فسيولوجية، ولكن تحديد إتجاه هذه القوة لايبدو أنه يعتمد على عناصر محددة». فنحو تطوير الذكورية أو الأنوثة في الأطفال أو حتى نحو أن يكونوا مثليين جنسيين أو مغايرين فإن الأمور تتوقف على التنشأة أكثر منها على الفطرة.

### جون موني
«عام 1950 بدأ جون موني مع أصدقائه من الجامعة في دراسة أفراد مخنثين والذي اكتشف موني فيما بعد أنهم سيكونوا ذا إفادة كبيرة له لدراسته المقارنة بينهم وبين الأشخاص ذوي الجنس الواضح فيما يخص شكل أجسادهم ووظائف الأعضاء لديهم وطريقة تربيتهم كذلك التوجه النفسى للجنس لديهم». «وقد استخدم موني وأصدقاؤه دراستهم الخاصة ليعبروا أن هذه الأيام غير طبيعية لأقصى الحدود لكونها متفقة مع فكرة الميل الطبيعي».
فقد استنتجوا أن الأعضاء التناسلية والهرمونات وكذلك الكروموسومات لا يمكنها أن تحدد نوع الطفل بطريقة آلية. فمن بين العديد من الألفاظ اختار موني لفظ «الدورالاجتماعي المحدد للجنس – gender role » ليعرفه على أنه «كل الأفعال أو الأقوال التي يقوم بها الشخص ليكشف عن نفسه أو عن نفسها ويعبر بذلك عن كونه ولد أو بنت، رجل أو امرأة».
ولكن الذي حدث في السنوات الأخيرة أن معظم نظريات موني فيما يخص تحديد النوع اجتماعيًا وليس جينيًا قد تعرضت للنقد الشديد، وخصوصًا فيما يتعلق بالتقارير الخاطئة التي قدمها على أنها صحيحة فيما يخص القضية الشهيرة باسم «جون/جوان» والذي عرفت فيما بعد باسم «ديفيد ريمر-david reimer».

### كانديس ويست ودون زيمرمان
عملا ويست وزيمرمان على تطوير منظور تفاعلي نحو النوع خارج المنظور المتأصلة له عن كونه «أدوار وسلوكيات»، فبالنسبة لهم النوع أو الجنس هو «المنتج الناتج عن بعض التصرفات التي يمكن تصنيفها معًا في إطار واحد، وتلك الأفعال ينتجها الرجال والنساء كل حسب مهارته وتلزمهم في التفاعل مع هذا المجتمع كل حسب إنتاجه». ويعتقدان أن الجدال الحاصل حول أستخدام «الأدوار الاجتماعية» لنصف بها التوقعات حول جنس الفرد تخفي إنتاج هذا الجنس  خلال تفاعله في النشاطات اليومية للفرد، بل وأكثر من ذلك حيث يرون أن الأدوار التي نقوم بها تضعنا في هويات محددة، مثل كونك (طالب أو ممرضة) فنجد أن المواقف والأدوار التي نقوم بها تطور من هويتنا في هذه الناحية ولكن الجنس هو الهوية الأساسية على حد تعبيرهم التي  لايمكن تنظيمها بأفعال معينة. بالنسبة لهم«رؤية الجنس ووصفه على أنه (دور) يقلل من تأثير الجنس على بقية الأمور الأخرى ويحد من تأثيره عن مناقشة أمور السلطة وعدم المساواة».(51) يعتبر ويست وزيمرمان أن  النوع الاجتماعي إنتاجًا فرديًا يعكس ويبني توقعات جنسانية تفاعلية مع المجتمع.

## العوامل البيولوجية

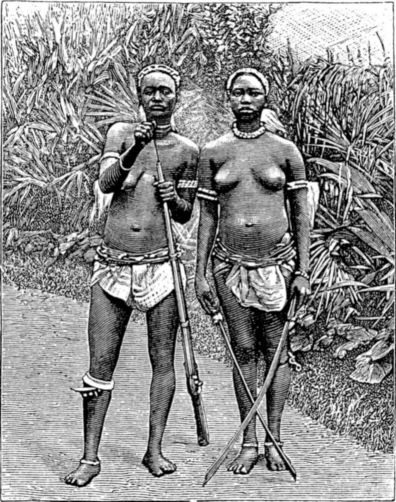
امتهن العديد من النساء الجندية في جيش مملكة داهومي بغرب أفريقيا خلال الفترة الممتدة من حوالي عام 1700 حتى عام 1900.

الأعمال النسوية ل «سيمون دي بوفوار-simone de Beauvoir» وتأملات «ميشال فوكو-michel Foucault» عن الحياة الجنسية أثروا بشكل كبير في ثمانينات القرن الماضي ليشكلا مفهوم العلاقة بين النوع والجنس حيث افتراضا أن جنس الفرد لا علاقة له بنوعه، وانتشرت الفكرة خصوصًا في مجالات علم الاجتماع والأنثروبيولوجيا. وقد أوضحا أن العلاقة بين النوع والجنس (الجنس: أي وجود الأعضاء التناسلية) ليست علاقة سبيبة فقد نجد شخص يحمل جنس ما –أي الأعضاء التناسلية لهذا الجنس- ولكنه يعتبر نفسه من النوع الأخر.
واستكمالًا لهذه المناقشات في هذا الموضوع فقد كان يرى أستاذ علم النفس والطب النفسي في جامعة كامبريدج «سيمون بارون كوهين- simon baron-cohen» أن «عقل النساء يختلف في طريقة عمله عن الرجال فعقل النساء بشكل أساسي متصل بطريقة تفاعلية نحو الأمور العاطفية، بينما عقل الرجال متصل بشكل أساسي ليتفاعل مع الأمور التي تتطلب بعض المجهود للفهم كذلك لديه القدرة على بناء الأنظمة». وعلى الرغم من أن كل من (ناش nash، وجروسي grossi) قد وصفا دراسات سيمون على الأطفال حديثي الولادة على أنها «مليئة بالمشاكل المنهجية».
العديد من الدراسات تم إجرائها على الأدوار الاجتماعية للأنواع ولكن على أطفال «مخنثين- intersex».
أحد الدراسات تم إجرائها على فتيات يعانون من «تضخم في الغدة الكظرية-adrenal hyperplasia» وبالتالي كان لدى هؤلاء الفتيات الهرمونات المسئولة عن الذكورة بنسبة أعلى من الطبيعي، ولكن المسئولون عن تربية هؤلاء الفتيات كانوا على يقين بأنهم فتيات وقاموا بتنشئتهم على هذا الأساس –أنهم فتيات-، لوحظ فيما بعد على الفتيات أنهم يميلون للتعبير عن بعض الصفات الذكورية.
أحد الدراسات الأخرى التي تمت على 18 طفل قد شخصوا على أنهم مخنثين بحالة تعرف ب«5-alpha reductase deficiency» أي نقص في مادة تدعى «5 الفا ريدكتيس» وأيضًا لديهم الكروموسومان (X، Y) معًا، وتم تعيينهم على أنهم فتيات أثناء الولادة، ولكن ما إن وصلوا لمرحل المراهقة فلم يتبقى سوى حالة واحدة منهم التي قامت بالتفاعل على إنها فتاة بينما البقية فقد اتخذوا النمط الذكوري للتفاعل مع الأمور.
وفي دراسة ثالثة أجُريت على 14 طفل من الذكور والذي تم تعيينهم عند الولادة على أنهم إناث وأيضًا كانوا مصابين بما يدعى«إكشاف كلوكال- clocal exstrophy»-وهي حالة تحدث عند تواجد بعض أجزاء منطقة البطن خارج الجسم مثل المثانة وبعض أجزاء الأمعاء وتظهر في منطقة الحوض-، وقد تضمن متابعة هؤلاء الأطفال على أنهم مخنثين وقد تم التدخل الطبي بناء على هذا، وبمتابعتهم قد تم تشخيص ثمانية منهم على أنهم ذكور في أعمار تترواح بين الخامسة والثانية عشر،  وبقية جميع الحالات عبرت بطريقة ما عن ذكوريتها الصريحة أو المعتدلة في أقل التفاعلات.
عملت الدكتورة وعالمة النفس «ساندرا لبيستز بيم – Sandra lipsitz bem» على تطوير «نظرية المخطط الجنساني- gender schema theory» عن طريق دمج «نظرية الإدراك الاجتماعي – social learning theory» مع «نظرية بياجيه في التطور المعرفي – congnitive development theory» وذلك في إطار اكتساب الفرد لأدواره الاجتماعية بناء على نوعه، وأيضًا لتوضح كيف يقوم الأفراد بالتفاعل مع الفرد طبقًا لنوع هذا الفرد وعلى أساس أن الجنس هو عامل محدد لتصنيف البشر في كافة المجالات. وفي عام 1971 قامت ساندرا بإنشاء ما يدعي «جرد بيم للأدوار الجنسانية-bem sex-role inventory»، وذلك بهدف تحديد إلى أي مدى يتوافق الفرد مع المعتقدات التقليدية للأدوار التقليدية المحددة للنوع، فهذه الاختبارات تصنف الفرد طبقًا لمدى كونه ذكرًا أو أنثى أو ثنائي الجنس أو غير متمايز في الهوية الجنسية. وقد كانت مؤمنة بشدة بأن الفرد من خلال التخطيط الجنساني للمجتمع الذي يعيش فيه يصبح قادر على تصنيف الأفعال والسلوكيات على أنها ذكورية أو نسوية من تلقاء نفسه، وبعد ذلك يقوم الأفراد بمعالجة أفكارهم وتصارفاتهم بناء على تعريف المجتمع للذكورية والنسوية والذي تلقوه منه بشكل مباشر.
وعلى الرغم من وجود اختلافات في متوسط القدرات بمختلف أنواعها لدي أفراد النوع الواحد قد نجد أفراد يمتلكون أكثر أو أٌقل من المتوسط على سبيل المثال قد نجد نساء لديهم قدرة أكبر متوسط القدرة على التوازن والقدرة على التحمل لدى النساء في الطبيعى أو رجال ذات حجم أكبر أو أقل من متوسط  الحجم البدني للرجال في الطبيعي فإن قدرات بقية أعضاء النوع الواحد  تقع ضمن نطاق القدرات المطلوبة من هذا النوع للقيام بالأمور التقليدية المطلوبة منه. ويفسر«إيف شابيرو-eve shapiro»، مؤلف «الدوائر الجنسانية-gender circuits»، أن «النوع الاجتماعي، شأنه في ذلك شأن الفئات الاجتماعية الأخرى، هو هوية شخصية ومجموعة من السلوكيات والمعتقدات والقيم».
وقد كانت وجهة نظر الأبحاث التي أجُريت مركز أبحاث « at the Yerkes National Primate Research Center» أن الأدوار الأجتماعية للأنواع قد تكون بسبب عوامل بيولوجية، وذلك في «الرئيسيات-primates» -رتبة من الثدييات- ، وقد أوضحت دراسات هذا المركز التي تمت على 11 ذكور و 23 أنثى من «قرود الريسس-rhesus monkeys» حول تفاعل هذه القردة مع بعض الألعاب القطنية –عرائس قطنية- والعجلات، وقد لوُحظ أن ذكور القردة كانوا يلعبون فقط بالعجلات بينما الإناث لعبوا بكل الألعاب بشكل متساوي. ولكن أحد المشاركين في إعداد هذه التجارب وهو «كيم ويلين-kim wallen» قد حذر من التفاعل مع النتائج بشكل حماسي أكثر من اللازم فالنتائج توقفت على عوامل أخرى مثل لون وحجم هذه الألعاب».

## الثقافة وتأثيرها في الأدوار الاجتماعية للأنواع
الأفكار التي ارتبط بالأدوار والتصرفات الاجتماعية لكل نوع تختلف وتتغير كثيرًا باختلاف العصور والثقافات، وبالرغم من هذا فإننا نجد أن هناك بعض الأفكار والتي قد تلقت انتشارًا واهتمامًا أكثر من غيرها. ونجد «أر كونيل- R.W. Connell» تقول في كتابها «الرجل، الذكورية والنسوية- Men, Masculinities and Feminism»:
«هناك ثقافات كان من الطبيعى –ليس من الأمور الاسثنائية بالنسبة لتلك الثقافات- أن يكون الرجال في علاقات مثلية، وأيضًا هناك فترات في التاريخ الغربي كان من غير المنطقي أبدًا أن يكبح الرجل إظهار مشاعره، وقتها كان الرجال يبرهنون على مشاعرهم لأصدقائهم، وعلى سبيل المثال كلمة «ماتشييب-mateship» -كلمة تشبه كثيرًا في معناه كلمة صديق وتدل على مدى قوة العلاقة بين طرفين- عندما كانت تستخدم في إستراليا».
وقد تبين من الأبحاث التي أجرتها «الرابطة العالمية لإجراء الاستفتاءات -World Values Survey» أن هناك تباين واضح جدا حول الأدوار الاجتماعية المحددة لكل نوع، فعلى سبيل المثال تم إجراء استفتاء حول ما إذا كان من المفترض أن يكون العمل قاصر فقط على الرجل إذا كان هناك عجز في فرص العمل، وكانت النتائج في أيسلندا أن 3.6% فقط هم من صوتوا بنعم ونجد في مصر أن نسبة الذين صوتوا بقصر العمل على الرجال إذا كان هناك نقص وصل إلى 94.9%.
ووجود تلك الأدوار الاجتماعية المحددة لكل نوع اختلفت باختلاف العصور اختلاف جذري فعلى سبيل المثال نجد أوروبا في العصور الوسطى كانت وظائف الطب ومساعدة الأفراد للاستشفاء مرتبطة ارتباطًا وثيقًا بالنساء. ولكن بسبب عمليات «مطاردة الساحرات –witch hunts» التي تمت في كل أوروبا بالإضافة إلى أن الطب تحول إلى وظيفة مؤسسية فقد تم حصر هذه الوظيفة على الرجال فقط، ولكن في العقود الأخيرة في المجتمع الأوروبي قد تلاشى حصر هذه الأدوار على نوع معين وأصبحت أدوار متاحة للجميع دون النظر إلى جنس الشخص الذي يشغلها.
ويرى «فيرن بولا – vern bullough» أن المجتمعات المتسامحة مع المثلية الجنسية بل وتعد مجتمعات مثلية هي مجتمعات أكثر تسامحًا في قضية حجر بعض الأدوار الاجتماعية على نوع معين أكثر من المجتمعات ثنائية الجنس. فعلى سبيل المثال يقول فيرن أننا إذا شاهدنا شخصًا يملك لحية كاملة وصوت ذكوري كذلك يرتدي فستان وحذاء ذا كعب ويحمل حقيبة يد فلابد أن هذا الشخص في المجتمعات العادية سيتحمل قدر لابأس به من السخرية على نقيض المجتمعات المثلية التي قد تتسامح بشكل كبير مع مثل هذا التصرف. ولأن مثل هذه التصرفات كتعبير عن النوع غير مناسبة وغير مقبولة بل ويراها الأغلبية السائدة من هذا النوع أنها قد تمثل تهديد له فنجد نتيجة ذلك أن الأفراد الذين يمارسونها قد يتعرضون بشكل كبير للعنف والتحرش في حياتهم الشخصية وعملهم.
تعتبر الأدوار الاجتماعية لكل نوع هي تعبير لكل فرد عن هويته الجنسية ولكن تستخدم هذه الأدوا ر كنوع من أنواع الرقاب المجتمعية على الأفراد؛ لذلك قد يتعرض الأفراد إلى ممارسة العنف ضدهم أو أنواع أخرى من التبعيات السلبية عليهم في حال اخترقوا تلك الأدوار.

### الدين وتأثيره على الأدوار الاجتماعية
قد تجد أن المجموعات المختلفة التي تنتمى لنفس الدين أو لنفس الثقافة  يمتلكون نماذج ومعايير معينة وقد تكون مختلفة عن المجموعات الأخرى حتى وإن كانوا داخل بلد واحدة، وتحاول كل مجموعة أن تطبق هذه المعايير والنماذج على أفرادها متضمنة بذلك بعض الأدوار المحددة لكل نوع.

#### المسيحية

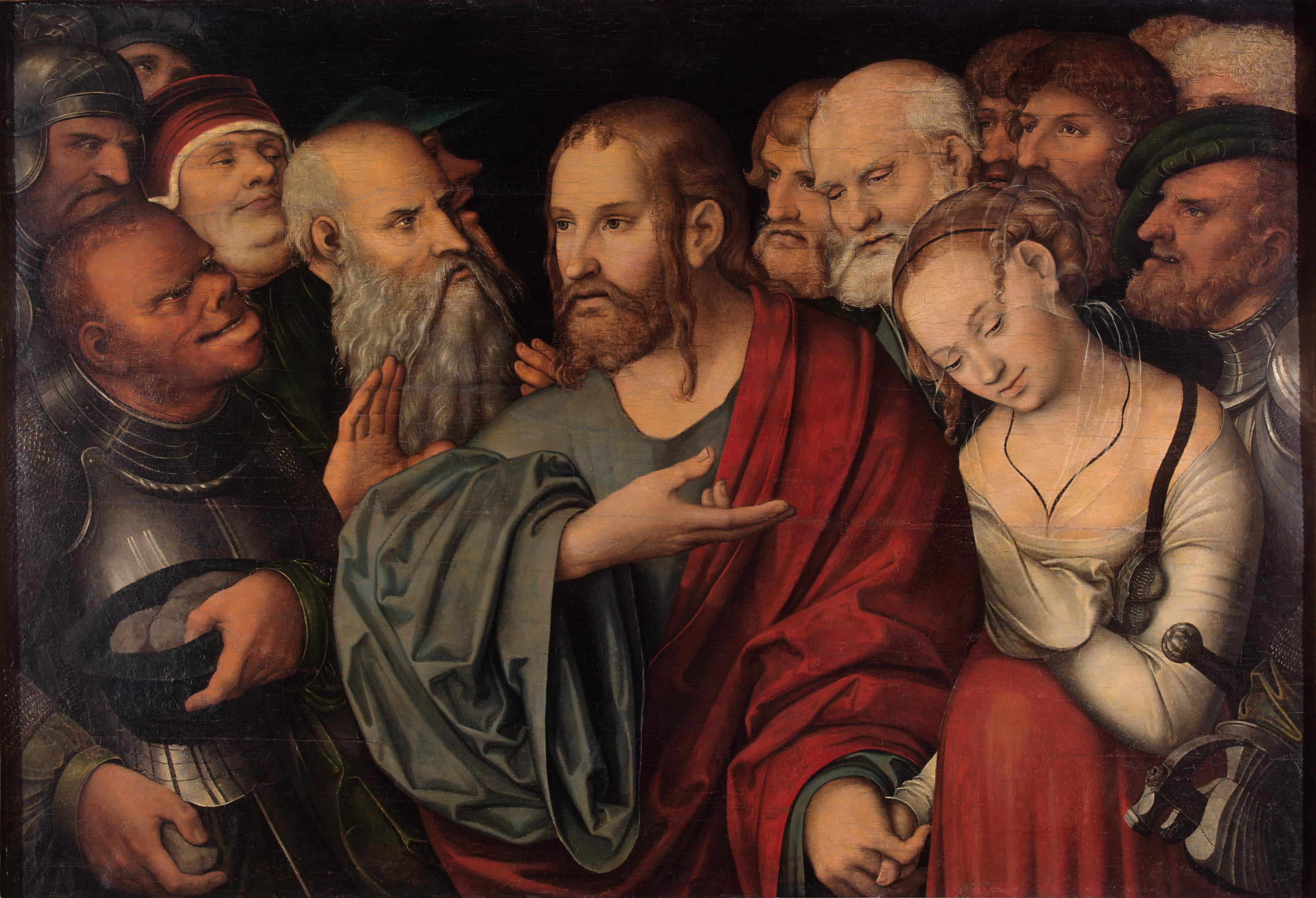
لوحة "المسيح والمرأة التي أُخذت في خيانة زوجها"
-متحف هيرميتاج بروسيا.

14أَمْ لَيْسَتِ الطَّبِيعَةُ نَفْسُهَا تُعَلِّمُكُمْ أَنَّ الرَّجُلَ إِنْ كَانَ يُرْخِي شَعْرَهُ فَهُوَ عَيْبٌ لَهُ؟ 15وَأَمَّا الْمَرْأَةُ إِنْ كَانَتْ تُرْخِي شَعْرَهَا فَهُوَ مَجْدٌ لَهَا لأَنَّ الشَّعْرَ قَدْ أُعْطِيَ لَهَا عِوَضَ بُرْقُعٍ. 16وَلَكِنْ إِنْ كَانَ أَحَدٌ يُظْهِرُ أَنَّهُ يُحِبُّ الْخِصَامَ فَلَيْسَ لَنَا نَحْنُ عَادَةٌ مِثْلُ هَذِهِ وَلاَ لِكَنَائِسِ اللهِ. هكذا نجد في الكتاب المقدس (رسالة كورنثوس الأولي إصحاح 11 عدد 16,15,14)
قد نجد أن الأدوار التي تسمح بها الكنيسة اليوم للمرأة قد تتغير مع الوقت كما تغيرت تاريخيًا منذ نشأت كنيسة العهد الجديد في القرن الأول الميلادي. ونجد هذا واضحًأ جدًا في الزواج والمناصب التي تشغلها المرأة والتي تختلف باختلاف الطوائف المسيحية والكنائس و (المنظمات المسيحية العالمية-parachurch organization).
ولكن نجد أن العديد من الكنائس تجعل المناصب القيادية فيها قاصرة فقط على الرجال؛ فنجد في الكنائس الأرثوذكسية والكاثوليكية فقط الرجال يمكن لهم أن يكونوا قسوس أو حتى شمامسة وأيضًا في هذه الكنائس فإن المناصب القيادية العليا مثل البطريرك والأسقف فقط متاحة للرجال ويمكن للنساء أن يخدمموا كمكرسات في الأديرة، ولكن معظم التيارات البروتستانية الحديثة قد بدأت في أن تفك هذا القيود طويلة الأمد وترسم نساء كقسيسات على الرغم من ردود الأفعال المتشددة التي لدى بعض إتباع هذه الطوائف، ونجد كنائس أخرى مثل الكنيسة الكارزمية والكنيسة الخمسينية قد تبنت فكرة رسامة السيدات كقسيسات منذ تأسيس هذه الكنائس.
ولكن مع ذلك فإن الكنيسة تضع المرأة في مكانه عالية جدًا فمثلًا نجد قديسات كما يوجد قديسين في الكنيسة وهم هؤلاء الأشخاص الذي تضعهم الكنيسة في مكانة عالية استثنائية من التقديس وأشهر هؤلاء النساء على الأطلاق هي «مريم والدة المسيح» فهي ذات مكانة  موقرة جدًّا من قبل الكنائس الأرثوذكسية والكاثولكية فهى «مريم أم الإله» وأيضًا نجد النساء اللائي عاشوا فترة حياة يسوع وكانوا يتبعونه فهم أيضًا في مكانة عالية، وكذلك النساء على مر العصور التالية سواء كن لاهوتيات أو مكرسات أو أطباء خدمن الكنيسة أو شهيدات والتي يدل على تنوع الأدوار التي لعبتها المرأة في تاريخ الكنيسة، وقد وضع بولس الرسول المرأة في مكانة غاية في الأهمية والتقدير، ولكنه أيضًا كان حريص كل الحرص ألا يجعلهم يثوروا على العادات المجتمعية التي كانت تسود المجتمعات فيما يخص أدوار المرأة في وقت انتشار المسيحية أيضًا.

#### الإسلام
في الإمارات العربية المتحدة يسمح للنساء الغير مسلمات بأن يرتدوا ما يشائون وقتما شاءوا، ولكن من المتوقع في نفس البلد أن ترتدي النساء المسلمات ملابس ذات طابع خاص أو كما تلقب بملابس أكثر «عفة»، وذلك بسبب الأمر الواضح في الإسلام للنساء بأن يلتزموا العفة في ملابسهم طالما كانوا وسط العامة، وتختلف هذه المعايير من بلد إسلامية لأخرى ولكن هناك بلاد تدون هذه الأمور في قوانينها.

غير أنه في بعض البلدان ذات الأغلبية المسلمة، يتوقع من النساء غير المسلمات كما المسلمات إتباع المعايير الاجتماعية الخاصة بالنساء في هذه البلد طبقًا للإسلام، مثل تغطية شعرهن وقد تعترض النساء اللواتي يزورن هذه البلاد من بلدان أخرى على هذه القاعدة في بعض الأحيان – مع ذلك قد يقررون الامتثال لتلك القوانين للأسباب العملية-، بما يخدم مصلحتهن على سبيل المثال، في مصر قد ينظر إلى النساء اللواتي لا يرتدون ملابس «محتشمة» - سواء كانوا مسلمات أم لا - على أنهم أقرب إلى البغايا من قبل الرجال.
ووصف النبي محمد-صلى الله عليه وسلم- مكانة المرأة العظيمة في واحد من الأحاديث الرئيسية في (بخارى ومسلم) ويقول التالي عن أبي هريرة يقول: «جاء رجلٌ إلى رسول الله -صلى الله عليه وسلم- فقال: يا رسول الله، من أحق الناس بحسن صحابتي؟، قال: (أمك)، قال: ثم من؟ قال: (أمك)، قال: ثم من؟ قال: (أمك)، قال: ثم من؟ قال: (أبوك)» متفق عليه.
وفي الثقافة الإسلامية المرأة لها مكانة كبيرة ومكرمة جدًا ولكن درجة تكريمها هي تكريم ثقافي بشكل كبير. فبينما تشجع بعض الثقافات حصول الرجل والمرأة على نفس الحق في القيام بنفس الأدوار، نجد أن ثقافات أخرى مبنية على أفكار تقليدية بشكل أكبر حيث نرى الرجل في هذه الثقافات لديه مميزات من حيث قدرته على القيام بمعظم الأدوار التي يرى أنها تناسبه عكس المرأة التي لا تملك الحق في هذه الثقافات لممارسة نفس الأدوار.

### الزواج وتأثيره على الأدوار الاجتماعية لكل نوع
على مر العصور قد تغيرت الأدوار الاجتماعية المحددة لكل نوع تغيرًا كبيرًا مما أثر بشكل واضح وفعال على الزواج كمؤسسة. يمكن تعريف الأدوار الاجتماعية لكل نوع على أنها:«التصرفات والأفعال بل وطريقة التفاعل مع الأمور الحياتية التي يراها المجتمع مناسبة لجنسك» سواء أكنت رجل فلك سلوكيات معينة أو امرأة فلك طريقة في التصرف مختلفة.  وبفضل الحركات القائمة على حقوق المرأة والحركات الأخرى الناشطة المهتمة بالأدوار الاجتماعية المحددة لكل  نوع فقد بدأت هذه الأدوار في التغير مع الوقت، ونتيجة لذلك قد تغيرت النظرة الاقتصادية لهذه الأدوار أيضًا فنجد أن المرأة قد بدأت في الوصول لمناطق العمل والمزيد من الأدوار التي كانت تعتبر ذكورية في المقام الأول. ونجد أن النظرة التقليدية والمحافظة ترى أن أدوار الرجل تختلف بل وقد تعاكس أدوار المرأة، فنجد أنها تنظر للرجل على أنه العائل الأساسي للأسرة بينما المرأة هي من يتوجب عليها الاهتمام بأمور المنزل وأمور الاسرة كلها أيضًا. وعلي الرغم من هذا نجد أن في مجتمعاتنا اليوم أن هذه النظرة ناحية تقسيم الأدوار بهذا الشكل بدأت في التلاشي، فقد بدأ الأفراد في التأقلم مع النظرة غير التقليدية ناحية الأدوار الاجتماعية لكل نوع في الزواج بهدف تقسيم المسئوليات على الطرفين. هذه هي النظرة الثورية للأدوار الاجتماعية والتي تسعى للمساواة بين الرجل والمرأة. ففي مجتمعاتنا اليوم نجد أن كل من الرجل والمرأة يمكن أن يعولوا الأسرة، وأيضًا بازدياد تواجد المرأة في المصانع وأماكن العمل الأخرى فإن مشاركة الأعمال المنزلية أصبح من واجبات الرجل نحو الاسرة. وعلى الرغم من استمرار وجود فجوة واضحة جدًا بين الأدوار الاجتماعية لكل نوع، إلا أن هذه الأدوار في يومنا هذا إذا ما قورنت بالصورة النمطية للأدوار الاجتماعية فسنجدها أقل بكثير في عنصريتها لنوع على حساب الأخر.

### تبديل الأدوار
على مر العصور نجد أن كل من الزوجين كان مُلزم بأدوار اجتماعية معينة عليه القيام بها. ومع ظهور العالم الجديد كانت هذه الأدوار المتوقعة من كلا الزوجين أكثر انتشارًا وأكثر تحديدًا، فمثلًا الرجل يعمل كمزارع وبالتالي هو العائل الأساسي للأسرة، بينما كان يتحتم على المرأة  المكوث في المنزل معظم الوقت وأن تهتم بالمنزل وكذلك أن تهتم بالأطفال، ولكننا نجد أن هذه الأدوار اليوم تُراجع وتتبدل كذلك.
ونجد أن المجتمعات بإمكانها أن تغير هذه الأدوار الاجتماعية لكل نوع بسرعة كبيرة، ففي خلال القرن الواحد والعشرين هذا نجد أن عديدًا من هذه الأدوار قد تبدلت وذلك لعدة أسباب منها: (تغيير القواعد التأسيسة للأسرة- التعليم – وسائل الاعلام). فنجد في أحد الإحصائيات التي تم إجرائها عام 2003 بواسطة أحد مكاتب الإحصائيات بالولايات المتحدة والتي أظهرت أن ثلث النساء اليوم يحصلون على أجور أعلى من أزواجهم.
وبالنظر لأهمية التعليم التي أصبحت حقيقة مؤكدة حول العالم كله، كذلك ضرورة إتمام التعليم الجامعي (سواء على الإنترنت أو بالالتحاق بأحد الجامعات) فنجد أن الكثير من النساء يسلكون هذا الطريق لإتمام تعليمهم. ونجد أيضًا أن النساء بدأت في الاندماج في الأنشطة الترفيهية مثل الرياضة والتي كانت تعتبر في الماضي مخصصة للرجال فقط. ونجد أيضًا أن البنية الأساسية لتكوين الأسرة بدأت في التغير فنجد الكثير من البيوت التي كونت بأحد الأبوين فقط مثل حالات «الأم العزباء –single mother» وكذلك «الأب الأعزب –single father» والتي بدأت في التزايد، فنجد أن الرجال قد بدأوا في المشاركة الفعلية والحقيقة في تربية أبنائهم بدلًا من إلقاء كل الحمل على عاتق الزوجة.
وطبقًا لإحصائيات «مركز بيو للأبحاث - Pew Research Center» فقد وجد أن أعداد الأزواج الذين قرروا المكوث في المنزل في الولايات المتحدة قد تضاعفت في الفترة بين 1989 و 2012 حيث أصبح عددهم مليوني رجل بدلًا من 1.1 مليون فقط. ويبدو أن هذه الظاهرة قد بدأت في التسرب للدول الأخرى فنجد نتائج مشبهة في (بريطانيا- كندا – السويد). وعلى الرغم من هذا التحول الفعلي في تبديل الأدوارفقد وجد نفس المركز للإحصائيات أن الرأي العام في الولايات المتحدة يميل أكثر لتفضي المرأة في القيام بأمور الرعاية للأسرة.
ونجد أن المساواة بين الجنسين تسعى إلى عدم التمييز بينهم في الأدوار الاجتماعية وطبقًا ل«دونلاين بومبر-dnnalyan pompper» الذي يرى أن:«لا يمكن أن نعتبر أن هوية الرجال الأساسية تستمد من كونه العائل بعد الآن،  وخصوصًا أن أجسادهم أصبحت تعرض في وسائل الإعلام أيضًا».

## عدم المساواة بين الجنسين على الإنترنت
أحد الأمثلة القوية والظاهرة عن الأراء السائدة عن جنس بعينه تظهر عندما نتعرض للتفاعل مع أمور التكنولوجيا فنجد أن لدى الذكور معدل أكبر من «الذكاء التكنولوجي»، بل ويكونوا أكثر سعادة للعمل في أمور الإنترنت، على الرغم من الدراسة التي أجراها (هاجرتي وشافير) والتي تظهر أن العديد من النساء لديهم انطباع ذاتي عن أنفسهم أنهم أقل قدرة من الرجال عندما تتعلق الأمور بعالم الإنترنت ومهارات التصفح والتعامل معه، ويحدث هذا بفعل أن الصورة النمطية التي نعرفها عن النساء –كنوع بالكامل- أن لديهم ضعف في المهارات التكنولجية رغم أن الواقع يؤكد أن الفرق في هذه المهارات بين الرجال والنساء غير واضح بالمرة.
في أحد الصحف نشرت (إليزابيث بيهم-موراويتز) مقالة تدين فيها ألعاب الفيديو لاستخدامهم الشخصيات النسائية في صورة جنسية واضحة، حيث نراهم يرتدون ملابس كاشفة للغاية كذلك يعطونهم أجسام مثالية. وقد تبين فيما بعد أن اللاعبات الاتي تعرضن لهذه الألعاب واستخدمن شخصيات نسائية فيها عَانَونَ من نقص الثقة في كفائتهن الذاتية، وقد تم إضفاء طابع نمطي على الإناث في الألعاب عبر الإنترنت لتظهر بشكل مثير جنسيًا بشكل واضح. وقد تبين أن هذا النوع من مظاهر الشخصية قد أثرت على معتقدات الناس حول قدرات نوع معين من خلال تعيين بعض الصفات لشخصيات الإناث في معظم الألعاب.
إن مفهوم «عدم المساواة بين الجنسين» غالبًا ما يُنظر إليه على أنه غير موجود في مجتمعات الإنترنت وذلك بسبب القدرة على إخفاء هويتك،  وإذا ما قارنا العمل عن بعد أو العمل المنزلي مع العمل المكتبي أو وجهًا لوجه فإن كمية المعلومات التي يتبادلها أفراد النوع الأول عن بعضهم البعض أقل بكثير جدًّا من المعلومات التي يتناقلوها عن بعضهم في النوع الثاني. وعلى الرغم من هذا فإن احتمالية أن تعامل بطريقة غير متساوية على الإنترنت قد تكون أقل من الواقع لكن يبدو أن مفاهيم العالم الحقيقي ناحية تزويد أحد الأنواع بالإمتيازات مازالت موجود بل قد تكون بصورة مضاعفة، فالأشخاص الذين اختاروا (أ)، يقدموا نفسهم في الإنترنت بهويات مختلفة عن هواياتهم الحقيقة، نستطيع أن نعتبر هذا ممارسة فعلية للتمييز المستمر ضدهم. هذه الحرية تسمح للمستخدم أن يقوم بخلق شخصية  مع مظهر مختلف عن ذاته الحقيقة في الواقع، مما يسمح أساسًا لهم لخلق هوية جديدة، وبغض النظر عن هويتك الحقيقية فإن هؤلاء الأفراد الذين اختاروا لأنفسهم أن يكونوا على هيئة إناث على الإنترنت يعاملون بشكل مختلف عن الذين يظهرون كرجال.
ونجد أن هناك تناقض واضح مع الصورة النمطية التقليدية للذكور كمهيمنين فتظهر دراسة أن 52٪ من جمهور الألعاب تتكون من النساء بينما تسود الشخصيات الذكورية هذه الألعاب، فنجد أن  12٪ فقط من مصممي الألعاب في بريطانيا و 3٪ من جميع المبرمجين حول العالم هم سيدات.
وعلى الرغم من تزايد عدد السيدات اللواتي يشاركن في مجتمعات الإنترنت والمساحات التي توفر المشاركات مجهولة الهوية على هذه الشبكة فإن العديد من المشكلات مثل مشكلة عدم المساواة مثلًا قد تم غرسها بالفعل على الإنترنت.

## حقوق الرجال
حركة حقوق الرجال (MRM) هي جزء من حركة رجالية أكبر. وقد تفرعت من حركة تحرر الرجال في مطلع سبعيانت القرن العشرين. تتكون حركة حقوق الرجال من طيف من المجموعات والأفراد المهتمين بما يعتبرونه قضايا مساوئ الذكور والتمييز ضدهم وقمعهم. تركز الحركة على قضايا تندرج تحت العديد من التصنيفات المجتمعية (بما في ذلك قانون العائلة، الأبوة، التكاثر، العنف الأسري) والخدمات الحكومية (بما في ذلك التعليم، الخدمة العسكرية الإلزامية، شبكات الأمان الاجتماعي، وسياسات قطاع الصحة)، والتي يؤمنون بأنها تميز ضد الرجال.
يعتبر بعض العلماء أن حركة حقوق الرجال أو أجزاء من الحركة جاءت كرد فعل عنيف على النسوية. تنكر حركة حقوق الرجال أن الرجال يملكون امتيازات مقارنة بالنساء. تنقسم الحركة إلى مجموعتين: أولئك الذين يعتبرون الرجال والنساء معرضون لنفس الأذى بفعل التحيز الجنسي، وأولئك الذين يرون أن المجتمع يؤيد الحط من الرجال ويدعم امتيازات الإناث.
طالبت جماعات حقوق الرجال بعمل هياكل حكومية تركز على الذكور لمعالجة القضايا الخاصة بالرجال والأولاد، بما في ذلك التعليم، الصحة، العمل والزواج. وقد طالبت جماعات حقوق الرجال بالهند بإنشاء وزارة رفاه الرجال ومجلس وطني للرجال، كما طالبت بإلغاء اللجنة الوطنية للنساء. وفي المملكة المتحدة، طالبوا بإنشاء وزارة للرجال، تناظر تلك الخاصة بالنساء، وقد طالب ديفيد أميس بذلك، ومعه عضو البرلمان واللورد نورثبورن، لكن الطلب رُفض من قبل حكومة توني بلير. في الولايات المتحدة، يترأس وارين فاريل لجنة تختص بإنشاء «مجلس البيت الأبيض لشؤون الأولاد والرجال» كنظير لـ «مجلس البيت الأبيض للنساء والبنات» الذي تشكل في مارس 2009.
تتعلق بهذه الحركة حركة حقوق الآباء، والتي يسعى أعضاؤها إلى إصلاحات اجتماعية وسياسية تؤثر على الآباء وأطفالهم. يطعن هؤلاء الأفراد في المؤسسات المجتمعية مثل محاكم الأسرة، والقوانين المتعلقة بحضانة الأطفال ومدفوعات إعالتهم، بوصفها منحازة جنسيا لصالح الأمهات كمقدم افتراضي للرعاية. وبالتالي فهذه المؤسسات تميز بشكل منظم ضد الذكور دون أخذ قدرتهم الفعلية على الرعاية، وذلك لأن العادة جرت على النظر إلى الذكر كعائل للأسرة، وأن الأنثى هي مقدمة الرعاية.